# Знайди мене, якщо зможеш
«Знайди мене, якщо зможеш» (англ. Come and Find Me) — британська гостросюжетна кінодрама режисера і сценариста Зака Відона, що вийшла 2016 року. Стрічка розповідає про чоловіка, який розшукує зниклу подругу. У головних ролях Аарон Пол, Аннабелль Волліс, Гаррет Діллагант.
Вперше фільм продемонстрували 11 листопада 2016 у США, а в Україні у широкому кінопрокаті показ фільму має розпочатися 12 січня 2017.

## У ролях
| Актор            | Персонаж   | Роль           |
| ---------------- | ---------- | -------------- |
| Аарон Пол        | Девід      | хлопець Клер   |
| Аннабелль Волліс | Клер       | дівчина Девіда |
| Гаррет Діллагант | Бреєр      |                |
| Енвер Джокай     | Александер |                |
| Закарі Найтон    | Чарлі      |                |
| Валері Тіан      |            | студентка      |

## Створення фільму

### Знімальна група
- Кінорежисер — Зак Відон
- Сценарист — Зак Відон
- Кінопродюсери — Леон Клеренс, Кріс Фергюсон і Браян Кавана-Джонс
- Виконавчі продюсери — Джо Монк і Лорі Вейссі
- Композитор — Нейт Волкотт
- Кінооператор — Шон Стігемеєр
- Кіномонтаж — Грег Енджі
- Підбір акторів — Річ Делія, Кара Ейде і Кріс Воз
- Художник-постановник — Тіньк
- Артдиректор — Джастін Людвіг
- Художник по костюмах — Аріана Пріс[5].

### Виробництво
Знімання фільму розпочалося 27 липня 2015 року і завершилося 28 серпня 2015 року.

## Сприйняття

### Оцінки
Від кінокритиків фільм отримав змішані відгуки: Rotten Tomatoes дав оцінку 67 % на основі 9 відгуків від критиків (середня оцінка 5,6/10). Загалом на сайті фільм має хороші оцінки, фільму зарахований «стиглий помідор» від фахівців, Metacritic — 46/100 на основі 7 відгуків критиків. Загалом на цьому ресурсі від фахівців фільм отримав змішані відгуки.
Від пересічних глядачів фільм теж отримав погані відгуки: на Rotten Tomatoes 30 % зі середньою оцінкою 2,9/5 (152 голоси), фільму зарахований «розсипаний попкорн», на Internet Movie Database — 5,8/10 (1 311 голосів).

### Виноски
1. 1 2  Come and Find Me: Release Info (англ.). Internet Movie Database. Архів оригіналу за 18 серпня 2013. Процитовано 20 грудня 2016.
2. 1 2  Знайди мене, якщо зможеш. Kino-teatr.ua. Архів оригіналу за 29 грудня 2016. Процитовано 20 грудня 2016.
3. ↑  Come and Find Me (2016) (англ.). AllMovie. Архів оригіналу за 24 квітня 2017. Процитовано 20 грудня 2016.
4. ↑  Знайди мене, якщо зможеш. Артхаус Трафік. Архів оригіналу за 20 грудня 2016. Процитовано 20 грудня 2016.
5. ↑  Come and Find Me: Full Cast & Crew (англ.). Internet Movie Database. Процитовано 20 грудня 2016.
6. ↑  SSN Insider Staff (31 липня 2015). On the Set for 7/31/15: Chris Pratt Wraps ‘Magnificent Seven’, Dwayne Johnson Completes ‘Central Intelligence’, Chris Hemsworth Finishes ‘The Huntsman’ (англ.). SSN Insider. Архів оригіналу за 2 жовтня 2015. Процитовано 20 грудня 2016.
7. ↑  John R. Kennedy (2 липня 2015). Aaron Paul to shoot ‘Come and Find Me’ in B.C. (англ.). Global News. Архів оригіналу за 10 листопада 2016. Процитовано 20 грудня 2016.
8. 1 2  Come and Find Me (англ.). Rotten Tomatoes. Архів оригіналу за 26 березня 2017. Процитовано 20 грудня 2016.
9. ↑  Come and Find Me (англ.). Metacritic. Архів оригіналу за 13 січня 2017. Процитовано 20 грудня 2016.
10. ↑  Come and Find Me (англ.). Internet Movie Database. Архів оригіналу за 28 листопада 2016. Процитовано 20 грудня 2016.